# Paulo Rónai
Paulo Rónai, nascido Rónai Pál (Budapeste, 13 de abril de 1907 – Nova Friburgo, 1 de dezembro de 1992), foi um tradutor, revisor, crítico e professor húngaro naturalizado brasileiro. Foi professor de francês e latim no Colégio Pedro II, no Rio de Janeiro.

## Biografia
Nascido Rónai Pál  na capital da Hungria numa família judaica, fez seus estudos primários em seu país natal. Teve cinco irmãos, sendo ele o mais velho . Seu pai, Miksa Rónai, era livreiro  - o menino cresceu, portanto, em meio a livros.
Graduou-se em filologia e línguas neolatinas na Universidade Pázmany Péter . O escritor Endre Ady era sua grande paixão: “Nenhuma obra literária exerceu sobre mim influência igual”.
Estudou então na França e na Itália e concluiu o doutorado, com tese sobre Honoré de Balzac, aos 23 anos .
Seu primeiro contato com a literatura brasileira deu-se com Dom Casmurro, em tradução francesa  (ele ainda não lia português). Entusiasmado com o romance, começou a estudar a língua portuguesa, iniciando a tradução de poemas, com a ajuda do único dicionário que encontrou, português-alemão  (língua que já dominava, assim como latim, francês e italiano). Algumas dessas traduções acabaram chegando ao embaixador brasileiro em Budapeste, que lhe deu alguns livros brasileiros e três números do jornal carioca Correio da Manhã. Paulo envia então, a esse jornal, a primeira tradução de um poema brasileiro para o húngaro. Dessa maneira, acaba iniciando correspondência com poetas brasileiros, leitores do jornal .
Em 1939, publica um livro reunindo traduções suas de poemas brasileiros, com o título Mensagem do Brasil: os poetas brasileiros da atualidade (Brazilia üzen: Mai Brazil költök) . O livro é bem recebido, mas não há tempo para celebração: inicia-se a Segunda Guerra Mundial, que o levaria a campos de trabalhos forçados. Durante esse período, tenta desesperadamente obter algum visto para fugir da Hungria ocupada. Com a ajuda de diplomatas brasileiros (notadamente Otávio Fialho e Ribeiro Couto, seu "primeiro amigo brasileiro" ), consegue finalmente um visto brasileiro que lhe permite fugir da Hungria no final de 1940 . Em março de 1941, desembarca no Rio de Janeiro .
No Brasil, fez logo amizade com Aurélio Buarque de Holanda Ferreira — com quem assinou diversos trabalhos —, Cecília Meireles, Carlos Drummond de Andrade, Rachel de Queiroz e Guimarães Rosa, entre muitos outros escritores e intelectuais da época.
Ainda na Hungria, havia ficado noivo de Magda Péter. Do Brasil, tentou casar-se com ela por procuração, para tentar salvá-la e viabilizar sua vinda , mas ela acabaria assassinada pelos nazistas. Conseguiu, no entanto, trazer familiares - sua mãe Gisela, suas irmãs Catarina, Eva e Clara e seus cunhados Américo Gárdos e Estevão Soltész . Seu pai e seus irmãos morreram durante a guerra.
De seus trabalhos destacam-se a tradução, feita com Aurélio, da coleção de contos de todo o mundo Mar de Histórias (Ed. Nova Fronteira), a Antologia do conto húngaro, a tradução de Os Meninos da Rua Paulo, que tornou-se muito conhecido no Brasil, os livros de ensino de latim (que eram seus livros mais vendidos) e o trabalho minucioso e gigantesco de revisão, anotação, introdução e comentário da Comédia Humana, de Balzac, publicada pela Editora Globo - trabalho que levou dez anos para ser terminado: foi composto de 17 volumes, com 14 tradutores, entre os quais Carlos Drummond de Andrade e Mário Quintana. Paulo escreveu mais de 7 mil notas de rodapé.
Rónai tornou-se também um dos grandes críticos literários no Brasil, na segunda metade do século XX. Por exemplo, a respeito da crítica sobre Sagarana, Guimarães Rosa disse: “Só o Paulo Rónai e o Antonio Candido foram os que penetraram nas primeiras camadas do derma; o resto, flutuou sem molhar as penas” . Sobre Grande Sertão: Veredas, escreveu: “Conjunto único e inconfundível, algo de real e de mágico sem precedentes em nossas letras e, provavelmente, em qualquer literatura” . Riobaldo era o “Fausto sertanejo”.
Em 1951, conhece a arquiteta Nora Tausz, também judia emigrada, com quem se casa no ano seguinte . Têm duas filhas: Cora Rónai, jornalista e escritora, e Laura Rónai, flautista barroca e professora da UNIRIO.

## Obras principais

### Traduções para a língua portuguesa
- Mar de histórias: antologia do conto mundial, com Aurélio Buarque de Holanda Ferreira (1945), projeto que durou 44 anos.
- Os Meninos da Rua Paulo (1952), Editora Saraiva
- Antologia do Conto Húngaro - tradução de contos magiares publicado em 1957, com prefácio de seu amigo João Guimarães Rosa
- Servidão e grandeza militares, de Alfred de Vigny, reedição de 1975, da Biblioteca Editora do Exército (Brasil).

### Traduções para outras línguas
- Memórias de um sargento de milícias (1944), de Manuel Antonio de Almeida, para o francês.
- Mensagem do Brasil: poetas brasileiros contemporâneos – tradução do português para o húngaro (1939)

### Organização
- Seleta de João Guimarães Rosa (1973)
- A Comédia Humana, de Honoré de Balzac - projeto da Editora Globo de Porto Alegre, visando a tradução dos 89 livros da Comédia Humana, com a participação de 14 tradutores, e Rónai os coordenou e escreveu os prefácios. O projeto, composto por 17 volumes, com a primeira publicação em 1945, levou dez anos para ser concluído[19]

### Obras próprias
- Escola de tradutores (1952)
- Gramática completa do francês (1969)
- A tradução vivida (1981)
- Como aprendi o português e outras aventuras (1956)
- Não perca o seu latim (1980)
- Dicionário francês-português (1980)
- Gradus primus (1943)
- Gradus secundus (1986)

## Prêmios
- Prêmio Internacional C. B. Nathorst (1981) - fit;
- Título de primeiro sócio benemérito - Abrates;
- Prêmio da Ordem de Rio Branco - governo brasileiro;
- Prêmio da Palmes Académiques e Ordre National du Mérite - governo francês;
- Prêmio da Ordem da Estrela com Coroa de Ouro - governo húngaro;
- Prêmio Sílvio Romero - Academia Brasileira de Letras;
- Prêmio Machado de Assis - Academia Brasileira de Letras.